# تسوزوكي-كو
تسوزوكي-كو (باليابانية: 都筑区) هو حي في اليابان، يقع في يوكوهاما، بلغ عدد سكانه 210,634 نسمة وذلك حسب إحصائيات سنة 2018، تبلغ مساحته 27.87 كيلومتر مربع.

## التقسيمات الإدارية
- Ikonobechō  [لغات أخرى]‏
- Orimotochō  [لغات أخرى]‏
- Kawawachō  [لغات أخرى]‏
- Saedochō  [لغات أخرى]‏
- Chigasaki  [لغات أخرى]‏
- Mihanayama  [لغات أخرى]‏.